# Thlypopsis ornata
La tangará pechicanela (en Ecuador), frutero de pecho rufo (en Perú) o zarcerito pechirrufo (en Colombia) (Thlypopsis ornata), es una especie de ave paseriforme de la familia Thraupidae, perteneciente al género Thlypopsis. Es nativa de la región andina del oeste de América del Sur.

## Distribución y hábitat
Se distribuye a lo largo de los Andes desde el suroeste de Colombia, por Ecuador, hasta el sur de Perú.
Esta especie es considerada poco común a localmente bastante común en sus hábitats naturales: bosques montanos secundarios, bordes de bosque y clareras arbustivas adyacentes, principalmente entre 1800 y 3200 m de altitud.

## Sistemática

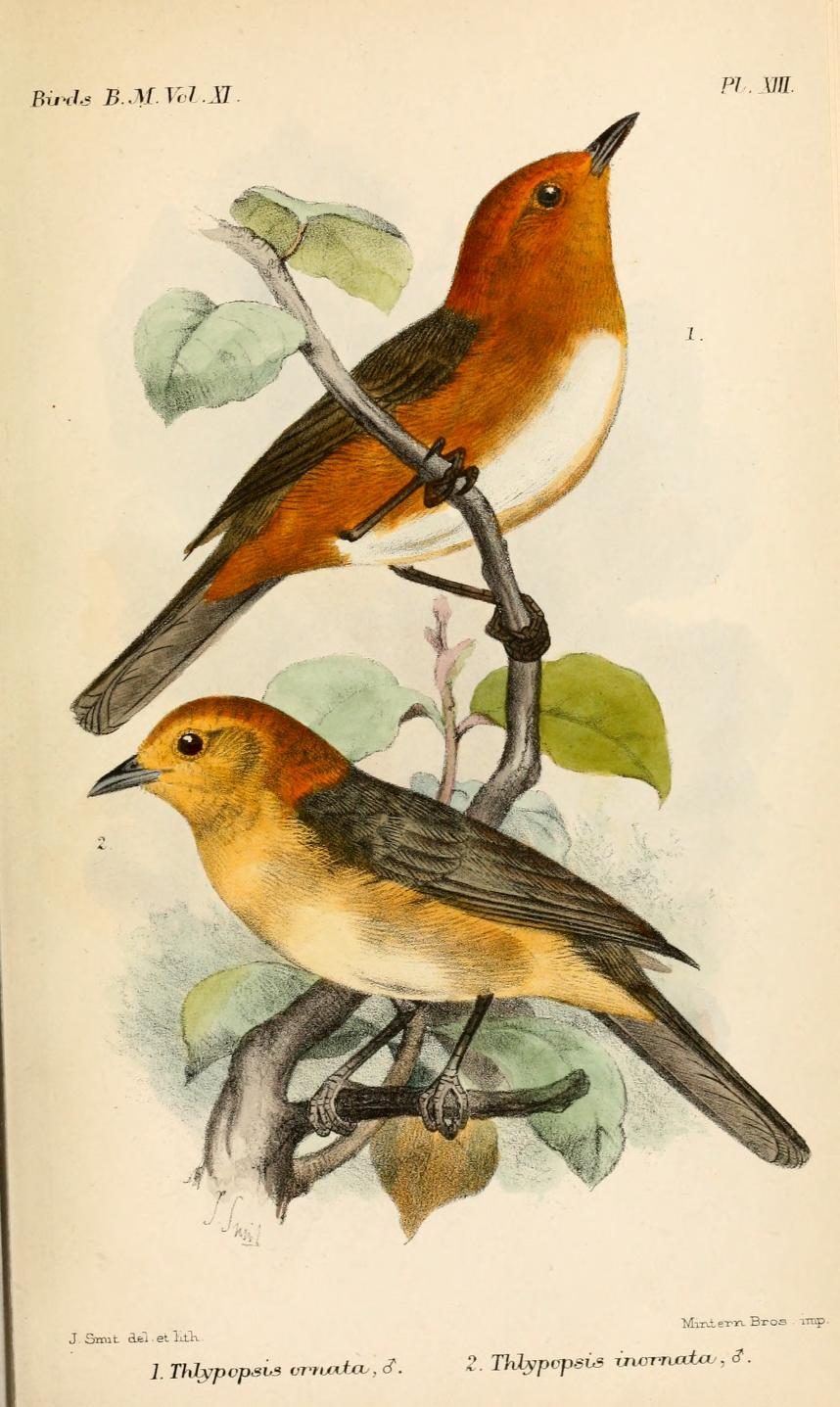
Thlypopsis ornata (arriba), y Thlypopsis inornata (abajo); ilustración de Joseph Smit, en Catalogue of the birds in the British Museum, 1886.

### Descripción original
La especie T. ornata fue descrita por primera vez por el zoólogo británico Philip Lutley Sclater en el año 1859, bajo el nombre científico Nemosia ornata. Su localidad tipo es: «Pallatanga, Ecuador».

### Etimología
El nombre genérico femenino «Thlypopsis» se compone de las palabras griegas «thlupis»: pequeño pájaro desconocido, tal vez un pinzón o curruca, y «opsis»: con apariencia, que se parece; y el nombre de la especie «ornata», proviene del latín «ornatus»: adornado.

### Taxonomía
Los datos genéticos indican que esta especie es hermana de Thlypopsis pectoralis, con quien además es localmente simpátrica y ya se la ha considerado conespecífica.

### Subespecies
Según las clasificaciones del Congreso Ornitológico Internacional (IOC) y Clements Checklist/eBird v.2019 se reconocentres subespecies, con su correspondiente distribución geográfica:
- Thlypopsis ornata ornata (P. L. Sclater, 1859) – ladera occidental de los Andes del suroeste de Colombia (Puracé) y oeste de Ecuador.
- Thlypopsis ornata media J.T. Zimmer, 1930 – ladera occidental de los Andes en el extremo sur de Ecuador (Loja) hasta el centro de Perú (Lima).
- Thlypopsis ornata macropteryx Berlepsch & Stolzmann, 1896 – ladera oriental de los Andes del centro y sur del Perú (Junín y Cuzco).